# 소유스 2호
소유스 2호(러시아어: Союз 2)는 소유스 계열의 무인 우주선 (발사체: 7K-OK-P 제11호)로, 유인 우주선인 소유스 3호와의 도킹 임무를 위해 발사되었다. 소유스 2호는 소유스 3호의 무선 탐색과 도킹실험을 위한 대상으로 활용될 계획이었으며, 계획이 성공한다면 소련 우주 계획 역사상 최초의 유인 우주선 도킹이 될 예정이었다.
1968년 10월 25일 09:00 (GMT)에 발사된 소유스는 지구 저궤도에 진입하였다. 소유스 2호의 제원은 질량 6,520kg였으며, 근지점은 196.0km, 원지점은 200.0km, 경사각은 51.65°, 궤도주기는 88.50분이었다. 진입 후 소유스 3호에 가까이 접근했으나, 도킹은 이루어지지 못했다. 결국 소련 최초의 유인 우주선 도킹은 소유스 4호와 소유스 5호의 공동임무에서 이루어지게 되었다.
임무가 시작된 지 사흘 뒤인 1968년 10월 28일 07:51 (GMT), 소유스 2호는 대기권에 재진입하여 소련 당국이 착륙 예상지점으로 지정했던 카라간다시 남서쪽의 마이부르나크 마을 근처에 추락하였다.

## 승무원 탑승 주장 사건
1997년 스페인의 개념미술 작가 호안 폰트쿠베르타가 소유스 2호에 '이반 이스토치니코프'라는 승무원과 '클로카'라는 개가 탑승했다고 주장한 적이 있다. 이스토치니코프와 클로카는 1968년 10월 26일 임무 수행 과정에서 운석에 맞았다는 신호를 보낸 뒤 연락이 두절되었고, 소련 당국은 자신들의 결점을 지우기 위해 소련의 우주개발 역사에서 이스토치니코프라는 이름을 지워 버렸다고 주장했다. 그러나 '스푸트니크 재단'에서 이스토치니코프의 '음성 녹음본, 영상, 주석, 개인 소지품과 평생 동안 찍은 사진들'을 발견하였고 자신이 이번에 인수하여 공개할 것이라며 '소유스 2호' 관련 유물 전시를 기획하였다.
폰트쿠르베타의 전시는 스페인, 프랑스, 포르투갈, 이탈리아, 멕시코, 일본, 미국 등 세계 여러 나라에서 순회 전시가 이루어졌다. 주스페인 러시아 대사관 측은 "영광스러운 러시아의 과거를 모욕한 일로 몹시 분노한 상태. 외교 라인으로 항의를 제기하겠다"는 반응을 보였다. 한편 마드리드에서 열린 첫번째 전시에서 공개된 몇가지 입증 자료들은 작가 측이 정교하게 만든 작품으로, 승무원이 탑승했다는 주장 역시 거짓임을 시사하였다.
- '이반 이스토치니코프'라는 이름은 '호안 폰트쿠베르타'를 러시아 이름처럼 옮긴 것이다. 특히 '호안'은 '요한'에서 유래한 이름으로, 러시아어로는 '이반'에 해당된다.[7][8] '폰트쿠베르타' 역시 스페인어로 '숨겨진 분수'라는 뜻인데 이것을 러시아어로 옮기면 '이스토치니코프'가 된다.
- 이스토치니코프의 사진은 작가 본인의 얼굴을 갖다 썼다.
- 마드리드 전시의 공식 웹사이트 페이지에는 각 페이지 상단에 진한 빨간색 배경에 연한 빨간색 글씨,[9] 또는 흰색 배경에 연분홍색 글씨로 "PURE FICTION" (순전히 창작)이라는 단어가 들어가 있었다.[10]
- 마드리드 전시에서 제공된 카탈로그의 앞면과 뒷면에는 야광 잉크를 사용하여 러시아어와 스페인어로 "모두 허구입니다"라는 단어가 인쇄되어 있었다.[11]
- 스페인 신문 <엘 문도> 홈페이지에서 마드리드 전시를 다룬 기사의 막바지에 "이전 페이지의 전시 설명은 작가의 상상력으로 나온 결과물이다"라고 명시해 두었다.[5]

## 같이 보기
- 소유스 2A호

## 관련 문헌
- Luna Cornea, Number 14, January/April 1998, p. 58
- The Fabricated Cosmonaut and the Nonexistent Prophecy, Luis Alfonso Gamez, Skeptical Inquirer, Volume 30, number 5 (September/October 2006) p. 12